# Lengyel család (primiszlói)
A primiszlói Lengyel család, egy erdélyi köznemesi család, amely "pzremiszlei Lengyel"-ként is ismert.

## A család története
A családnak az egyik tagja primiszlói avagy "pzremiszlei" Lengyel István a kolozsvári református főtanodában bölcsészeti tanár, aki meghalt 1836-ban. A felesége baczoni Incze Krisztina, akitől született fia pzremiszlei Lengyel Dániel orvos.
A családnak a a "primiszlói" ágazatának a tagja Lengyel György ügyvéd volt, akinek az özvegye Bessenyey Rozália.  Lengyel György fia, Lengyel Gábor, aki 1849-ben Alsó Fejér megyében esküdt vala, másik fia Lengyel Albert 1849-ben Enyed dúlásakor az oláhok által megöletett. Lengyel Gábornak első felesége Zudor Anna volt, akitől gyermekei: Gábor, Károly és Ágnes; második felesége barátosi Mirtse Róza, kitől leánya Ilona.